# I liga polska w futbolu amerykańskim
I liga polska w futbolu amerykańskim (oficjalny skrót – PLFA I) – druga w hierarchii klasa męskich ligowych rozgrywek futbolu amerykańskiego w Polsce, będąca jednocześnie drugim szczeblem centralnym (II poziom ligowy). Do momentu reorganizacji rozgrywek przed 2012 była najwyższą w hierarchii klasą męskich ligowych rozgrywek futbolu amerykańskiego w Polsce. PLFA I została podzielona na dwie grupy – Północną i Południową. W obu grupach występują po 4 drużyny. Drużyny zajmujące pierwsze dwa miejsca w każdej z grup na koniec sezonu zasadniczego rozgrywają półfinały. Zwieńczeniem sezonu jest mecz o Puchar PLFA w którym grają dwie zwycięskie drużyny wyłonione w półfinałach. Utworzona i zarządzana przez Polski Związek Futbolu Amerykańskiego.